# Семеро братьев
«Семеро братьев», в некоторых переводах — «Семь братьев» (фин. Seitsemän veljestä) — роман финского писателя-реалиста Алексиса Киви, написанный в форме пьесы, один из первых романов, написанных на финском языке, наряду с романом К. Я. Гуммеруса «Благородные и подлые» (фин. Ylhäiset ja alhaiset).

## История написания
Киви начал писать роман ещё в начале 1860-х годов, существовало по меньшей мере три его рабочих рукописи, однако ни одна из них не сохранилась. Не имея собственных средств на издание романа, писатель обратился к Обществу финской литературы. В 1870 году Общество выпустило «Семерых братьев» в четырёх брошюрах, однако опубликована книга была лишь в 1873 году, уже после смерти автора.

## Места действия
- Ю́кола — родная усадьба братьев.
- И́мпива́ара — место в лесу, где поселились братья после бегства из Юкола.
- То́укола — ближайшая к усадьбе Юкола деревня.

## Действующие лица

### Юколаские братья
Братья от старшего к младшим:
- Ю́хани — старший из братьев, на момент начала романа ему 25 лет. По характеру вспыльчив, властен и неуступчив.
- Ту́омас — самый приземистый и широкоплечий среди братьев, по характеру консервативен.
- А́апо — брат-близнец Туомаса, самый рослый из всех братьев, умён и благоразумен. Часто рассказывал остальным братьям услышанные им старинные легенды, которые проникнуты романтическим духом и стоят несколько особняком посреди реалистической ткани романа.
- Си́мео́ни — отвечал за приготовление еды, был среди братьев наиболее набожным, в то же время любил выпить.
- Ти́мо — простоват, однако очень любим братьями за доброту.
- Ла́ури — брат-близнец Тимо, самый молчаливый и мечтательный, а также самый свободолюбивый. Именно он предложил братьям покинуть Юкола и уйти жить в лес. Однако, много выпив, он мог стать весьма буйным.
- Э́эро — младший и самый низкорослый из братьев. В начале романа ему 17 лет. Весьма хитроумен и сообразителен, обучался грамоте значительно легче остальных братьев.

### Прочие
- Ве́нла — девушка, жившая по соседству с Юкола, к которой сватались пятеро из семи братьев. В конце романа выходит замуж за Юхани.
- Причетник — пытался обучить братьев грамоте.
- «Раямякский полк» — бродячая цыганская семья. Главой семейства был торговец варом, танцор и скрипач Микко; его жена Кайса была знахаркой, у них было пятеро детей.
- Тоуколаские братья — молодёжь из деревни Тоукола, с которой у юколаских братьев частенько возникали драки.
- Таммистоский Кюёсти — друг братьев.
- Таулаский Матти — друг братьев, живший в лесу по соседству с Импиваара.
- Ва́лко, или Белянка — старая лошадь братьев.
- Килли и Кииски — охотничьи собаки братьев.
- Матти — кот братьев, которого они забрали с собой, переселяясь из Юкола в лес.

и другие

## Сюжет
Речь в романе идёт о семи осиротевших братьях из Юкола и о том, как они, будучи недовольными порядками, господствовавшими в финском обществе того времени, попытались бросить им вызов, уйдя жить в глухие леса.
В начале книги братья предстают эдакими наивными детьми природы, не затронутыми цивилизацией. С самого детства они были предоставлены самим себе: их отец погиб во время охоты, когда они ещё были совсем маленькими; свою мать они практически не слушались. Главным их учителем был слепой дядюшка, который в молодости был моряком и объездил почти весь мир; он любил рассказывать им разные необычные истории из своей жизни. Главной ценностью для них была свобода: даже в отношениях друг с другом они установили своеобразную демократию, которую стремились не нарушать.
Когда братья выросли, а мать с дядюшкой умерли, перед ними встала необходимость поднимать хозяйство Юкола, обучаться грамоте, жениться и втягиваться во взрослую жизнь. Также им пришлось столкнуться со всей враждебностью окружающего мира. Так, Венла — девушка, в которую были влюблены сразу несколько братьев, отвергла их всех из-за того, что они не были обучены грамоте. Учиться же грамоте у братьев не получалось, за исключением младшего, Ээро. Причётник обучал их грамоте крайне жёсткими методами. Однажды, во время одного из занятий, он запер братьев в комнате до тех пор пока они не освоят урок — однако братья убежали из его дома через окно. После этого с них пытались снять штраф за разбитое окно, и вообще преследовали за проявленное ими неуважение к духовному лицу. Также у них постоянно возникали ссоры и драки с соседями — тоуколаскими братьями, а также конфликты с «Раямякским полком». В результате, чаша их терпения переполнилась, и они решили покинуть родную усадьбу. Они уходят в лес и строят избу вблизи холма Импиваара.
В лесу братьев ждало немало приключений. В конце концов, жизнь всё-таки заставляет их оставить задуманную первоначально вольную охотничью жизнь и заняться хозяйством уже в новой усадьбе. Спустя десять лет они возвращаются в Юкола и окончательно отходят от своих бунтарских взглядов.
Таким образом, к концу романа герои Киви меняются, сменив своё бунтарство на смирение.
Впрочем, не только братья начинают идти внешнему миру на уступки, но и сам внешний мир перестаёт быть таким враждебным по отношению к ним, каким был вначале. Причетник просит их простить ему его прежнюю жестокость по отношению к ним; они мирятся со своими соседями из Тоукола и с «Раямякским полком», Венла соглашается выйти замуж за Юхани, старшего из братьев. Братья также делят между собой оба имения, старое и новое, а двое из них позднее занимают административные должности: Аапо становится судебным заседателем, а Ээро — яхтфохтом.
Таким образом, происходит взаимное сближение двух противоположностей, что было очень важно для автора: с одной стороны, братьям в конечном счёте удаётся найти своё «место под солнцем», с другой, они при этом не были полностью морально сломлены.

## Художественные приёмы
Язык романа уникален. В некоторых местах проза трудно отличима от стихов. Весьма интересны истории, рассказываемые каждым из братьев, а также, например, разоблачительный монолог Лаури, произнесённый им на скале Хииси, обличавший финское духовенство и остальных «господ». Некоторые сцены выдержаны в сказочно-романтических тонах либо в духе героического эпоса.

## Критика
Образ финского крестьянина, показанный Киви в романе «Семеро братьев» — забитого, неотёсанного, но при этом далеко не безропотного — был в то время весьма непривычным и шокировал многих, особенно представителей старшего поколения шведских романтиков. Очень резкий отзыв о книге дал Август Альквист, назвавший её «пятном позора на финской литературе». Он буквально по пальцам пересчитывал, сколько раз братья надругались над религией, священнослужителями, представителями властей, а также, сколько раз они подрались между собой. Дело в том, что сам Альквист ценил в финском крестьянине совершенно другие качества — смирение и трудолюбие, воспетые Рунебергом и другими поэтами эпохи романтизма. Он так и писал: «Наш народ совсем не такой, каковы герои этой книги; спокойный и серьёзный народ, возделавший поля Финляндии, не имеет ничего общего с ново-поселенцами Импиваара».
Э. Аспелин писал: «Как Дон Кихот был последним странствующим рыцарем, так и лесная жизнь этих семи братьев является среди нашего народа последней попыткой вести честную и свободную жизнь вне организованного общества».

## Театральные постановки и экранизации

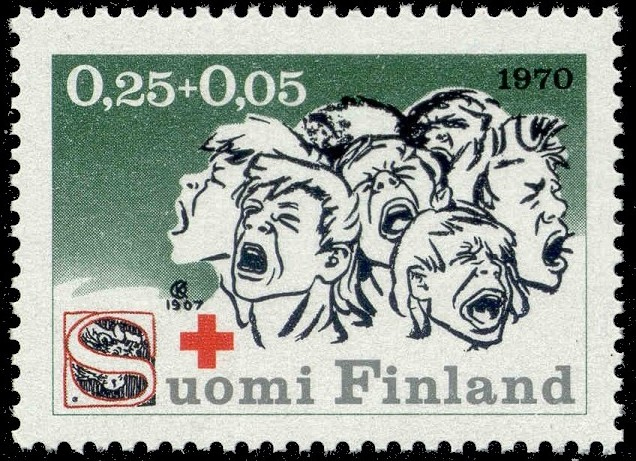
Почтовая марка Финляндии, посвящённая роману «Семеро братьев», 1970

По мотивам романа было поставлено несколько спектаклей и снято несколько кинофильмов.
Одна из наиболее известных постановок — в Городском театре Турку в 1976 году. Режиссёр — Калле Хольмберг, главные роли сыграли Эско Салминен, Веса-Матти Лойри, Хейкки Киннунен и Юха Муе. Фильм-спектакль транслировался по каналу, YLE TV2, его продолжительность составила 142 минуты.
В 1936 году кинокомпания Suomen Filmiteollisuus экранизировала роман. Фильм был снят режиссёром Вилхо Илмари на территории усадьбы Пюхяниеми. В главных ролях — Эдвин Лайне и Йоэль Ринне.
В 1989 Йоуко Туркка создал на основе романа одноимённый мини-сериал, состоявший из 12 эпизодов, каждый из которых длился около часа либо чуть больше. Туркка выставил главных героев в весьма неприглядном свете. Существует мнение, что этот фильм не вполне соответствует идее романа.
Композиторы Армас Лаунис и Тауно Марттинен написали оперы на тему «Семерых братьев». Хореограф Марьо Куусела поставил одноимённый балет, написанный композитором Ээро Ояненом.
Летом 2011 года на фестивале, посвящённом памяти писателя, режиссёр Кай Лехтинен представил новый фильм по мотивам романа. Ранее он же сыграл роль Юхани в упомянутом выше сериале «Семеро братьев» Йоуко Туркка.